# سیارک ۲۱۶۱۰
سیارک ۲۱۶۱۰ (به انگلیسی: 21610 Rosengard، نامگذاری:1999JE48) بیست و یک هزار و ششصد و دهمین سیارک کشف شده‌است که در ۱۰ مه ۱۹۹۹ کشف شد.
قدر مطلق سیارک برابر ۱۸.۶ است.